# Neonesidea elegans
Neonesidea elegans is een mosselkreeftjessoort uit de familie van de Bairdiidae. De wetenschappelijke naam van de soort is voor het eerst geldig gepubliceerd in 1869 door Brady.